# Mara Rupena
Mara Rupena, poročena Osolnik, slovenska učiteljica in politična delavka, * 1. september 1918, Mirna Peč, † 30. maj 2003, Ljubljana.

## Življenje
Oče Anton je bil posestnik, mati Marija pa solastnica posestva. 
Obiskovala je meščansko šolo v Novem mestu in leta 1938 maturirala na državnem gospodinjskem učiteljišču v Starem Futogu pri Novem Sadu, tedaj edinem v Jugoslaviji pod patronatom dvora. Po končanem učiteljišču je poučevala v Bosni in na Jesenicah. Organizirala je predavanja in tečaje opismenjevanja za odrasle ženske. 
Kot dijakinja je sodelovala v Društvu kmečkih fantov in deklet (Gruda). Pisala je prispevke za ženska in druga glasila ter bila članica Sokola. Na Koroški Beli se je vključila v ilegalno politično delovanje Komunistične partije Jugoslavije. Zaradi tega je bila januarja 1940 aretirana in dva meseca zaprta v Ljubljani. Do vojne je pod nadzorom živela v Mirni Peči. Na začetku okupacije je organizirala osvobodilno gibanje v domači občini in postala sekretarka rajonskega odbora Osvobodilne fronte in komiteja Komunistične partije Slovenije Mirna Peč. Po aretaciji je to vlogo prevzela njena sestra Zora Rupena. Leta 1942 pa je postala članica okrožnega komiteja KPS Novo mesto. Bila je pionirka ženskega gibanja med narodnoosvobodilnim bojem (NOB) na Dolenjskem. Novembra 1942 je začela urejati glasilo Našim ženam, ki je na razumljiv način predstavljalo odporniško gibanje in pisal o vsakdanjem življenju žensk. Glasilo je bilo zelo priljubljeno, partijski funkcionarji pa so mu očitali preproščino in pomanjkanje teoretske vzgoje množic. Aprila 1943 se je združilo z glasilom Naša žena, kjer je Mara Rupena v uredništvu. Od decembra 1942 je bila članica Protifašistične fronte žensk Jugoslavije. O doživetjih s poti je napisala priljubljanp brošuro Pri sestrah na jugu. Sredi oktobra 1943 je bil prvi kongres Slovenske protifašistične ženske zveze (SPŽZ) v Dobrniču, kjer je bila izvoljena za sekretarko. Na kočevskem zboru oktobra 1943 je bila izvoljena za članico Slovenskega narodnoosvobodilnega sveta (SNOS) in Avnoja. Decembra 1944 se je na Suhorju oblikovala Brigada »Fontanot«, ki so jo sestavljali italijanski partizani. Mara Rupena je bila njihova politična komisarka. Leta 1944 je bila članica OK KPS Bela krajina, od maja 1945 pa je polotično delovala v Trstu, Slovenskem Primorju, Novem mestu, Ljubljani in Beogradu.
Po 2. svetovni vojni se je največ ukvarjala s problemi kmečkih žensk in kmečkih družin. Bila je inštruktorica, inšpektorica kmetijsko gospodinjskih šol v Sloveniji, sekretarka gozdnega gospodarstva Dolenjske, generalna sekretarka Rdečega križa Jugoslavije, generalna sekretarka Zadružna zveza Slovenije, sekretarka Odbora za pomoč vietnamskemu ljudstvu, ustanovna in častna članica Zveze nutricionistov Jugoslavije itd.
O svojem delu je v mladosti pisala v ameriškem Glasu naroda, nato v Naši ženi, Ženi danes, Ženskem svijetu in Večeru.
Z Angelco Ocepek sta organizirali postavitev 3000 kamnov za pranje v potokih, prizadevala si je za oskrbo s čisto vodo, dosegla je, da so imeli otroci v šolah po vsej Jugoslaviji toplo malico itd.
Konec sedemdesetih let je bila iniciatorka eksperimentalnega projekta FAO Celovit razvoj manj razvitega območja, ki je potekal v delu Občine Trebnje. Projekt je potekal na področju kmetijstva, čebelarstva, pridobivanja zdravih zelišč, domače obrti, kmečkega turizma ter na področju socialnih, izobraževalnih in zdravstvenih dejavnosti.
Pri osemdesetih letih je omenila, da ji je kdaj kaj spodletelo. Poskušala je doseči univerzitetno izobrazbo, naredila je sprejemne izpite na beograjski Ekonomski fakulteti, opravljala izpite, a ostala absolventka.
Po njej se imenuje del Evropske pešpoti E-7 (od Žužemberka preko Dobrniča do Dolenjskih Toplic).
V življenju sem bila navajena tisto, česar sem se lotila, izpeljati do konca. - Mara Rupena
Kadar sem na seminarjih in konferencah poslušala predstavnice razvitih dežel in včasih tudi videla, kako živijo in delajo kmečke ženske, sem vedno razmišljala, kdaj bo tudi pri nas drugače, da jim ne bo treba do kolen stati v mrzlem potoku, izpirati perila, ki je pozimi sproti zmrzovalo v rokah, da ne bodo zmrzovale v temačnih mrzlih kuhinjah že prve dni po porodu, ko jim ne bo treba skrbeti za vsako kapljo vode, ki jo morajo nositi na glavi - skratka, kdaj bodo tudi pri nas kmečke ženske bolje, lažje živele. Zato sem se še kako zavzemala z Andrejem Petelinom in inž. Nadjo Engelman za enake pravice v zadrugah, za zavarovanje in porodniški dopust kmečkih žensk. Z leti in neskončnimi prizadevanji se je nekaj od tega le uresničilo.

## Članki in dela
- Pri sestrah na jugu. redakcija Našim ženam IOOF Novo mesto, 1943.
- Povsod ljudje še ne živijo svobodno Dogovori 5/20 (1977). 2–3.
- Solidarnost z osvobodilnimi gibanji Dogovori 6/23 (1978).
- Kmečki problematiki je pomagal z idejo o kooperaciji Dogovori 7/5 (1979). 4.